# Tanoka Beard
Tanoka Dwight Beard (Ogden, 29 settembre 1971) è un ex cestista statunitense.

## Statistiche

### College
| Anno      | Squadra           | PG  | PT  | MP   | TC%  | 3P% | TL%  | RP  | AP  | PRP | SP  | PP   |
| --------- | ----------------- | --- | --- | ---- | ---- | --- | ---- | --- | --- | --- | --- | ---- |
| 1989-1990 | Boise St. Broncos | 25  | 22  | 28,4 | 58,1 | 0,0 | 58,5 | 4,6 | 0,2 | 0,9 | 1,2 | 13,6 |
| 1990-1991 | Boise St. Broncos | 29  | 29  | 28,5 | 60,6 | -   | 72,2 | 5,0 | 0,8 | 0,9 | 1,7 | 17,7 |
| 1991-1992 | Boise St. Broncos | 29  | 29  | 30,3 | 57,4 | 0,0 | 71,9 | 7,0 | 1,0 | 0,5 | 1,4 | 18,1 |
| 1992-1993 | Boise St. Broncos | 27  | 26  | 30,0 | 58,7 | -   | 80,4 | 7,7 | 1,0 | 1,0 | 1,4 | 21,0 |
| Carriera  | Carriera          | 110 | 106 | 29,3 | 58,7 | 0,0 | 71,1 | 6,1 | 0,8 | 0,8 | 1,5 | 17,7 |

### Eurolega
| Anno      | Squadra         | PG | PT | MP   | TC%  | 3P%  | TL%  | RP   | AP  | PRP | SP  | PP   |
| --------- | --------------- | -- | -- | ---- | ---- | ---- | ---- | ---- | --- | --- | --- | ---- |
| 2002-2003 | Žalgiris Kaunas | 3  | 2  | 30,0 | 62,9 | 0,0  | 87,5 | 13,3 | 1,7 | 1,7 | 0,3 | 17,0 |
| 2003-2004 | Žalgiris Kaunas | 20 | 10 | 26,0 | 56,1 | 0,0  | 69,6 | 7,6  | 0,6 | 1,1 | 0,8 | 14,6 |
| 2004-2005 | Žalgiris Kaunas | 20 | 20 | 32,5 | 57,9 | 33,3 | 77,1 | 10,6 | 1,2 | 1,4 | 0,4 | 18,0 |
| 2005-2006 | Žalgiris Kaunas | 14 | 13 | 27,8 | 42,9 | 13,0 | 78,1 | 8,1  | 2,1 | 0,9 | 0,3 | 13,6 |
| 2006-2007 | Žalgiris Kaunas | 14 | 14 | 31,0 | 54,7 | 21,4 | 66,7 | 9,9  | 1,6 | 0,9 | 0,6 | 14,5 |
| 2007-2008 | Žalgiris Kaunas | 2  | 0  | 19,7 | 30,8 | 0,0  | 50,0 | 4,0  | 0,5 | 1,5 | 0,5 | 5,5  |
| Carriera  | Carriera        | 73 | 59 | 29,1 | 53,6 | 18,8 | 73,0 | 9,1  | 1,3 | 1,1 | 0,5 | 15,2 |

## Palmarès

### Squadra
- Campionato turco: 1

Ülkerspor: 1994-95
- Campionato lituano: 4

Žalgiris Kaunas: 2002-03, 2003-04, 2004-05, 2006-07
- Copa del Rey: 1

Joventut Badalona: 1997
- Lega Baltica: 1

Žalgiris Kaunas: 2004-05

### Individuale
- Liga ACB MVP: 2

Real Madrid: 1998-99
Badalona: 2001-02
- Lietuvos krepšinio lyga MVP finali: 2

Žalgiris Kaunas: 2003-04, 2006-07
- MVP Lega Baltica: 1

Žalgiris Kaunas: 2004-05
- All-Euroleague Second Team: 1

Žalgiris Kaunas: 2004-05